# Haplopomidae
Haplopomidae zijn een familie van mosdiertjes uit de orde Cheilostomatida en de klasse van de Gymnolaemata.

## Geslachten
- Haplopoma Levinsen, 1909

Niet geaccepteerd geslacht:
- Haplopomella Buge, 1953 → Haplopoma Levinsen, 1909